# Mycomya clavicera
Mycomya clavicera är en tvåvingeart som först beskrevs av Lundstrom 1912.  Mycomya clavicera ingår i släktet Mycomya och familjen svampmyggor. Inga underarter finns listade i Catalogue of Life.